# Підсудок
Підсу́док (пол. podsędek, біл. падсудак, рос. подсудок, лат. subiudex) — старовинний малоросійський та польсько-литовський земський чин, відповідного якого особа була помічником земського судді в установі земського суду, а іноді цілком заміняв його. Обирався він з наданих дворянством кандидатів, а в старій Польщі, де він більше відповідав функціям земського судді Російської імперії, затверджувався королем.
- В старій Польщі підсудок був першим секретарем в суді князя, з XIV ст., намісник (але не підпорядкований) земському судді, який приходить разом з суддею та писарем у складі земського суду,
- у Великому князівстві Литовському провінції Речі Посполитої служба підсудка існувала в 1566–1764 рр.
- У Князівстві Варшавському в Російській імперії він працював відповідно рескрипту від 13 травня 1808 р.: «Організація судової влади в Князівстві Варшавському» і рескрипту міністра юстиції від 23 травня 1808 р. «Праці з цивільних справ». Він об'єднував функції нотаріуса і секретаря судового чиновника. До його обов'язків входили розробки актів «доброї волі» підтверджених сторонами (учасниками суду), такі звіти як «про продаж», контракти, документи спадщини, довіреність, документи шлюбні та ін.
- До часу СРСР та у період існування СРСР — посада підсудка стала синонімом назви посади засідателя суду[1][2].